# 피터 단테
피터 단테이(Peter Dante, 영어 발음: /ˈdɑːnteɪ/, 1968년 12월 16일 ~ )는 미국의 배우이다.

## 출연 작품
- 잭 앤 질 (2011년) - 캐럴의 남자친구 역
- 마이 프리텐드 와이프 (2011년) - 픽 업 가이 #2 역
- 코스타리칸 썸머 (2010년)
- 스트레인지 와일더니스 (2008년)
- 척 앤 래리 (2007년)
- 그랜드마 보이 (2006년) - 단테이 역
- 첫 키스만 50번째 (2004년) - 보안요원 역
- 컴백 차일드 (2003, Dickie Roberts: Former Child Star)
- 붙어야 산다 (2003년)
- 미스터 디즈 (2002년) - 머프 역
- 리틀 니키 (2000년) - 피터 역
- 빅 대디 (1999년) - 토미 그레이턴 역
- 워터보이 (1998년)

### 텔레비전
- Up Close with Carrie Keagan (2008) - 본인